# 国立看護大学校
国立看護大学校（こくりつかんごだいがっこう、英語: National College of Nursing, Japan）は、東京都清瀬市梅園1-2-1に本部を置く日本の省庁大学校である。2001年1月6日に設置された。

## 概要
厚生労働省所管の特殊法人である国立健康危機管理研究機構が設置する高等教育機関である。国立健康危機管理研究機構法第23条第1項第12号の規定に基づき、本機構及び国立高度専門医療研究センターで将来の幹部となる看護職の養成を目的とする。修業年限は4年で、日本の4年制看護基礎教育のモデル校として設立された。
2001年の開校当初は、厚生労働省の国立国際医療センターが設置者であったが、2010年に同センターが独立行政法人国立国際医療研究センターに移行したのに伴い、国立看護大学校も国の直属から独立行政法人の組織の一部に移行した。さらに2025年に国立健康危機管理研究機構の発足に伴い、同機構の組織の一部に移行した。
2007年より日本看護系大学協議会会員校であり、看護系大学には、省庁大学校である国立看護大学校と防衛医科大学校が含まれる。

### 卒業時の資格取得

#### 学位
- 「学士（看護学）」の学位に関しては、4年以上在学し必要な128単位以上取得することにより、卒業式当日に大学改革支援・学位授与機構から得ることができる[5]。
- 「修士（看護学）」および「博士（看護学）」の学位に関しては、特別研究論文を作成して学内審査に合格した上で同機構に申請し、論文の審査と試験に合格することで取得できる[6][7]。

#### 看護師国家試験受験資格
- 看護師の国家試験受験資格が与えられる。

#### 助産師国家試験受験資格
- 選択により助産師の国家試験受験資格が与えられる。3年次の助産科目履修者選抜試験を経て、助産科目の選択が可能な学生は10名以下。

### 開校の精神
- 2001年に厚生労働省により、先端医療を担う病院で求められる看護師を育成することを目的として設置された。厚生労働省所管のために名称は大学校であるが、文部科学省所管の大学と総てのレベルにおいて、全く同等あるいはそれ以上の教育機関の設立が目指された。
- 国策として国際的な医療援助を厚生労働省が担うことから、その活動を担う人材を育成する。このため、国際的な医療援助活動に必要な知識や技術を教育する[8]。
- 臨床と学内での教育がとかく遊離しがちであるのを排するために、臨床と学内教育とのユニフィケーションシステム（教育と臨床の一体化）を考えた。これを先進的に行っている大学として、ワシントン大学、ケースウェスタンリザーブ大学、ペンシルバニア大学の各大学に学ぶことも設立準備検討委員会は行った[9]。

## 沿革

### 前身

#### 国立東京第一病院附属高等看護学院
国立国際医療研究センターの前身である臨時東京第一陸軍病院では1945年10月から看護教育が開始され、1945年12月に病院が厚生省に移管されて国立東京第一病院が発足した。1946年3月に国立東京第一病院看護婦養成所と命名、1948年4月に国立東京第一病院附属高等看護学院と改めた。当時国立東京第一病院はGHQの指示によってできた塩田委員会（病院の近代化を図る委員会）によりモデル病院に指定された。1948年5月に国立東京第一病院附属高等看護学院は国立病院最初のモデル校に指定され、GHQから看護婦が派遣されて常駐して看護指導を行っていた。

#### 看護教員による教育指導体制
1947年2月から1970年5月まで国立東京第一病院附属高等看護学院の教務主任を務めた古屋かのえは、GHQ公衆衛生福祉看護課のビリー・ハーター（Billie Harter, 1948年5月-1949年3月派遣）およびスウェーデン系のエレノア・カールソン（1948年5月-1950年10月派遣）と協力して学院の基礎を築き、医師の主導による日本の看護教育から、看護教員による教育指導体制へと変化した。これは当時国立東京第一病院院長、国立東京第一病院附属高等看護学院長であった坂口康蔵が、病院の近代化については良いチャンスなのでできる限りGHQ公衆衛生福祉看護課の協力をする方針であったため、可能となった。

#### 大学化への陳情と誓願
古屋かのえは、1970年の退職後も毎年関係機関への陳情や誓願など大学化への運動を行い、「看護教育は大学に――せめて短大なりと」、「大学にならなければ教育の場としての最低の人的、物的条件も整えることができない」と語った。1994年に「少子・高齢社会看護問題検討会(保健婦助産婦看護婦部会の下)」報告書において、看護基礎教育の充実のため「国立病院・療養所附属の看護婦養成所についても、看護系大学の整備の進展に対応して看護教育の向上、幹部看護婦の養成、高度先進医療等の臨床看護研究等を進めるために、修了者が看護の学士を授与され得る課程を持つ4年制看護大学校の整備を行う必要がある」と提言が行われた。1996年には、日本看護協会が創設の早期実現を支援するため、陳情活動を行った。

#### 附属看護学校の閉校
2001年の国立看護大学校の開校とともに、2000年度で国立国際医療センター病院附属看護学校（前国立東京第一病院附属高等看護学院）、および国立精神・神経センター国府台病院附属看護学校（1987年～2008年は
、国立精神・神経センターと国府台病院が統合）は閉校となった。

### 開校
施設整備費は3年計画で99億円。第一回入学選抜試験受験者数1,836名（倍率18.4倍）、入学者数100名。
開校記念式典には秋篠宮妃が出席し、以下の言葉を述べた。「平成8年、皇后陛下は『日本看護協会創立50周年記念式典』において、看護職とは『時としては、医療がそのすべての効力を失った後も患者と共にあり、患者の生きる日々の体験を、意味あらしめる助けをするほどの、重い使命を持つ仕事』、と話されました。看護に携わるとき、いかなる状況においても、的確に判断する力を有し、心身に痛みや傷をもつ人々、加齢によって弱まった人々などに対する様々な心遣いを大切に持ち続けていくことが必要でありましょう」。

### 20周年
2021年に創立20周年を迎え、医療、国際協力、研究などの分野に1640名の卒業生を輩出。国立看護大学校図書館は開校20周年に国立大学図書館協会ビジョン2025に準じた発展を目指し、ミッションや将来計画を策定。
2021年6月29日には秋篠宮妃に国立国際医療研究センター理事長と国立看護大学校学校長から「国立看護大学校20年のあゆみ」についてオンライン説明。

### 年表
※出典
- 1996年 - 「看護婦養成所再編成策定及び看護大学校基本構想検討経費」が予算措置
- 2001年1月6日 - 国立看護大学校設置
- 2001年3月26日 - 国立看護大学校看護学部が大学の学部に相当する教育を行う課程として大学評価・学位授与機構により認定
- 2001年4月1日 - 開校（1学年定員100名）
- 2005年4月1日 - 研究課程部（修士課程相当）開設
- 2010年4月1日 - 設置者が厚生労働省（国立国際医療センター）から独立行政法人国立国際医療研究センターとなる
- 2015年4月1日 - 設置者が国立研究開発法人国立国際医療研究センターとなる
- 2015年4月9日 - 研究課程部後期課程（博士課程相当）開設
- 2025年4月1日 - 設置者が国立健康危機管理研究機構となる

## 基礎データ
※出典

### 所在地
- 清瀬キャンパス（東京都清瀬市梅園1-2-1）

### 清瀬キャンパス
- 使用学部：看護学部
- 使用研究科：研究課程部看護学研究科
- 使用附属施設：図書館
- 交通アクセス：西武池袋線清瀬駅南口より徒歩15分、清瀬駅南口2番乗場より「久米川駅行」「下里団地行」「滝山営業所行」「花小金井駅行」「所沢駅東口行」の西武バスにて5分「複十字病院」で下車。JR武蔵野線新秋津駅より徒歩20分。

### 象徴

#### 校歌　「祈りの彼方へ」小椋佳作詩・作曲
小椋佳は国立看護大学校の校歌の作詩・作曲をしたことをきっかけに、国立国際医療研究センター総長と親交を深めた。総長の勧めにより国立国際医療研究センター病院で人間ドックを受診したことから、2001年5月に胃がんの早期発見につながった。

## 組織

### 看護学部

#### 看護学科
定員1学年100名

### 研究課程部看護学研究科（大学院相当）

#### 前期課程（修士課程相当）
定員1学年15名

#### 後期課程（博士課程相当）
定員1学年3名
- 国際看護学分野
- 看護教育学分野
- 看護情報・管理学分野
- 成人看護学分野
- 精神看護学分野
- 成育看護学分野
- （成育看護学分野）社会医学・公衆衛生看護
- 長寿看護学分野
- 感染管理看護学分野

### 研修部
本機構、国立高度専門医療センター、国立ハンセン病療養所、及び独立行政法人国立病院機構の各病院に勤務する看護師などを対象に看護学の研修を行う。研修部では、資格取得等を目指す長期研修と数日の短期研修を実施。長期研修は、認定看護師教育課程（感染管理）、がん化学療法看護、皮膚排泄ケアの教育課程、認定看護管理者（セカンドレベル）教育課程、実習指導者講習会を開講。短期研修は、「看護における倫理的課題と解決の方法」などを実施。

### 付属機関
臨床看護研究推進センター
- 国立高度専門医療研究センターの病院看護部における臨床看護研究の推進に資する活動を実施。国立高度専門医療研究センターに勤務する看護師・助産師、看護学部卒業生、研究課程部・研修部修了生がセンター研究室を利用可能。教員による研究支援も受けられる[36]。

## 教育

### 人間存在を理解する
- 「人間存在の理解」「深い洞察力と共感」「生命の尊厳と自由を貴ぶ倫理観」を養い、ヒューマンケアの精神に基づいた看護の実践を目指す[37]。「アジアの中の日本」「文化人類学」など国際性を身につける科目、英語の他に第二外国語としてスペイン語、中国語、フランス語の選択があることが特徴。
- 「人体の構造と機能」[注 1]など人間の成長発達について学び、人間理解を通じてヒューマンケアを追求する。

### ユニフィケーションシステム（教育と臨床の一体化）
- 実習は国立国際医療研究センターをはじめとする国立高度専門医療研究センターで行なう。病院実習の際には、1病棟に2～3名配置された臨床実習指導者と大学教員との間に、臨床教員が入る。臨床教員は実習体制の整備や大学校と臨床の間を調整する[38]。臨床教員は学内の専任教員とともに授業を行い、実習を中心に活動する[39]。

### 専門職連携教育（IPE：Interprofessional Education）
- 2024年度から清瀬市内大学合同プログラム（多職種協働演習）を明治薬科大学、日本社会事業大学と開催。看護学・薬学・社会福祉学の視点から、互いの役割や専門性を理解し、連携することの重要性を学ぶ[40][41][42]。

### 看護の専門科目

#### 基礎看護学
2年次「生活援助論Ⅱ」、3年次「フィジカルアセスメント」

#### 成人看護学
4年次「災害看護論」

#### 成育看護学
3年次母性看護学「周産期と看護」、4年次助産学「助産学実習Ⅰ」

#### 精神看護学
高度先駆的な精神医療と看護実践に関する基本的な知識と技術を習得。

#### 老年・在宅看護学
2年次「老年看護学概論」、3年次在宅看護学「地域生活とケア」

#### 国際看護学
- 4年次「国際看護学実習Ⅱ」としてベトナム社会主義共和国のハイズオン医療技術大学と連携[45]。1期生はタイ王国・ベトナム社会主義共和国のいずれか、2期生からはタイ王国1か国となったが、国際情勢の関係でベトナムへ変更となり、2017年度より選択科目[39]。
- ハイズオン医療技術大学と両国の医療活動システムについて意見交換を行い、ベトナムにおける看護師の研修制度や医療システムについて学習する[46]。学生はグループごとに発表テーマを与えられ、実習初日に両大学の学生と教員にプレゼンテーション発表。病院やハンセン病療養施設、HIV/AIDS予防センター、社会福祉施設などの見学および地域での家庭訪問し、実習最終日に学習したことをまとめて発表する[47]。

## 研究
- 教員の研究論文登録件数、2022年度20件
- 厚生労働科学研究費などの外部研究費の獲得件数、2022年度43件[48]。

### 共同研究プロジェクト
- 2022年度「インドネシアの看護基礎教育課程における教育スキル強化事業（高齢者看護）」では、インドネシア看護師協会・老年看護学会を核として、5つの教育機関と4つの関連実習病院の計10機関に対する技術研修指導。
- 2023年11月「メタバースを活用した看護教育のためのコンテンツ開発と教育」7大学共同研究契約を、佐賀大学、神戸大学、神奈川県立保健福祉大学、東京工科大学、千里金蘭大学、関西福祉大学と締結。メタバースを活用した看護教育のためのコンテンツを共同研究により開発し、看護学生や現役の看護師が学べるプラットホームとして運用[49]。

## 学生生活

### 大学校祭
- 毎年10月に大学校祭「清秋祭」を開催。

### 学内サークル
- ダンスサークル SNICKERS
- 手話サークル しゅわわ
- 茶道サークル
- バスケットボールサークル
- 救命救急サークル HEARTS(Help Everyone arts)
- NCNウインドアンサンブルサークル
- 包括的性教育サークルCSEBNs (Comprehensive Sexuality Education by NCN Students)
- バレーボールサークル
- バドミントンサークル
- 軽音サークル
- ソフトテニスサークル
- フィットネスサークル

## 大学校関係者

### 歴代学校長
※出典：
- 竹尾惠子（2001年4月9日就任）- 初代学校長、瑞宝中綬章受章
- 田村やよひ（2006年9月1日就任）- 瑞宝中綬章受章
- 井上智子（2016年4月1日就任）- 日本看護系大学協議会副理事長
- 萱間真美（2022年4月1日就任）[51][52]

### 教員
- 飯野京子 - 看護学部長、教授。専門は成人看護学[53][54]
- 梅田亜矢 - 講師。専門は成人看護学[55]
- 杉山文乃 - 教授。専門は成人看護学[56][57]
- 樋口まち子 - 前教授。専門は看護学、医療人類学

### 卒業生
研究者
- 浦中桂一 - 東京医療保健大学東が丘看護学部 看護学科准教授[58][59]
- 小山 晶子 - 名古屋市立大学大学院看護学研究科准教授[60]
- 菅谷 智一 - 筑波大学医学医療系准教授[61]
- 高橋聡明 - 東京大学大学院医学系研究科講師[62]
- 原口昌宏 - 東京医療保健大学東が丘看護学部 看護学科講師[63]
- 森山潤 - 東京医療保健大学東が丘看護学部 看護学科助教[64][65][66]

国際活動
- 土岐翠 - 国境なき医師団助産師[67][68]

### 国立東京第一病院附属高等看護学院
学校長
- 坂口康蔵 - 初代学校長[69]

教務主任
- 古屋かのえ - 初代教務主任[69]

卒業生
- 遠藤恵美子 - 武蔵野大学名誉教授、ニューマン・理論・研究・実践研究会理事長[70]
- 佐藤みつ子[71] - 山梨大学名誉教授[72]
- 杉森みど里[73] - 千葉大学看護学部教授、群馬県立医療短期大学学長、群馬県立県民健康科学大学学長を歴任
- 宮崎徳子 - 愛知医科大学看護学部教授、四日市看護医療大学教授を歴任[74]

## 施設
※出典：

### 本館棟
講堂、玄関ホール、講義室、階段教室、自習室。

### 看護実習室
- 基礎看護実習室：ベッド25台。採血・注射・吸引シュミレーター。
- 成人看護実習室：ベッド15台。集中治療室のモデル病室、ナースステーションモデル。
- 在宅・老年看護実習室：和室タイプと洋室タイプ(ベッド1台)の自宅モデル[76]。
- 母性・小児看護実習室：分娩台、分娩型監視装置、未熟児用保育器、新生児沐浴槽[38][77]。

### 図書館
- 図書館、学習個室、ラーニングコモンズ。

### 学生食堂　山茶花
- 学生食堂、ラウンジ。

### 体育棟
- アリーナ、大講義室、アスレチックジム、茶室（庭園）。

## 清瀬市立中央公園と国立看護大学校キャンパスの一体整備
2024年2月5日「清瀬市立中央公園と国立看護大学校キャンパスの一体整備及び連携・協力に関する協定」を清瀬市と締結。清瀬市は隈研吾の設計により2026年2月オープン予定の児童館、図書館、市民センターの機能が入った複合施設「まつぼっくる」、および2026年10月中央公園全体オープンの計画を進めている。中央公園と国立看護大学校との境界にあるフェンスを取り払ってインターロッキング舗装（車両対応）し、公園とキャンパス内のグラウンドを自由に往来できる環境を整備する予定。
複合施設内は無料wifiサービスが予定されており、学生の学習スペースとしては、学習室の利用が想定。この他にも、飲食が可能な127m2のエントランスホールやテラスを自由に利用することができる。長く庇がはり出した大屋根の下、公園テラスと読書テラスが設けられる計画。既存の伐採樹木は、複合施設内の什器（本棚やベンチ等）への利用が検討。
公園内の各所にもベンチや縁台の設置が検討されており、公園は24時間利用可能とし、防犯カメラを設置予定。公園内の平和の塔や石碑等については現状の位置のまますべて残し、夜間にはライトアップも検討。オープンスペースには、シロツメクサ等の草原が想定。

## 東京オリンピック・パラリンピック2020への支援
東京オリンピック・パラリンピック2020で国立国際医療研究センター国際協力局と共に、COVID-19濃厚接触者と特定されたアスリートやコーチ等に、選手村内の検査施設で鼻咽頭スワブPCR検査を実施した。これにより、東京オリンピック・パラリンピック競技大会組織委員会から国立国際医療研究センターは感謝状を授与された。
- 支援期間：53日間、のべ273名の職員を派遣、うち国立看護大学校はのべ50名（看護師39名、事務11名）派遣。
- 支援内容：検査体制構築と運営管理、検査実施、検体採取指導、物品管理、検査データ集計と記述統計作成、多言語サポートなど[85]

## ドクターヘリのランデブーポイント
2022年8月東京都と協定締結し、グランドがドクターヘリの場外離発着場（ランデブーポイント）として使用されている。東京都のドクターヘリは杏林大学医学部付属病院を基地病院として2022年3月31日に開始し、都内に約100 箇所のランデブーポイントが指定。

## 関係機関

### 国立看護大学校同窓会
- 2006年創始。同窓会・講演会開催。会員数1067名（2017年3月）[88]。

## 連携機関

### 国立健康危機管理研究機構
- 国立国際医療センター
- 国立国府台医療センター

### 国立高度専門医療研究センター
- 国立がん研究センター中央病院／東病院
- 国立循環器病研究センター
- 国立精神・神経医療研究センター
- 国立成育医療研究センター
- 国立長寿医療研究センター

## 対外関係

### 海外協定校
- ハイズオン医療技術大学(ベトナム： Hai Duong Medical Technical University, HMTU[89])
- ハサヌディン大学（インドネシア：Hasanuddin University Faculty of Nursing）[90]。

### 国内協定校
- 2014年5月21日「三大学包括連携協定」を明治薬科大学、日本社会事業大学と締結。地域医療に貢献できる人材の育成を目指し、教育や研究面で相互協力する[91]。
- 2019年2月1日「三大学包括連携協定書に基づく三大学図書館相互協力覚書」を明治薬科大学、日本社会事業大学と締結。三大学の図書館利用に紹介状が不要となった[92]。

### 地方自治体との協定
- 2014年3月10日「清瀬市と市内 3 大学との連携に関する協定」を、清瀬市、日本社会事業大学、明治薬科大学と締結。相互の資源を活用し、福祉、健康、教育、環境、防災、その他の分野において個性豊かで活力に満ちた地域社会づくりを目指す[93]。
- 2016年12月25日「災害時における指定緊急避難場所としての利用に関する協定」を清瀬市と締結[94]。

## 撮影場所として
- 相棒 - season16 第11話（2018年1月10日放送）[95]、season22 第5話（2023年11月15日放送）[96]、season23 第2話（2024年10月23日放送）[97]の撮影が国立看護大学校で行われた。
- D＆D～医者と刑事の捜査線～（2024年10月～11月） - 国立看護大学校で撮影が行われた[98]。
- スプリング！（2025年3月21日放送）[99]